# Valprato Soana
Pour les articles homonymes, voir Valpré (homonymie).
Valprato Soana (en français Valpré) est une commune italienne du Val Soana, dans la ville métropolitaine de Turin, qui se trouve dans la région du Piémont en Italie.

## Culture
On y parle le dialecte de la vallée, le valsoanin, qui est une variante de l'arpitan.

## Administration
| Période                                  | Période | Identité                 | Étiquette | Qualité |
| ---------------------------------------- | ------- | ------------------------ | --------- | ------- |
|                                          |         | Silvano Edoardo Crosasso |           |         |
| Les données manquantes sont à compléter. |         |                          |           |         |

### Hameaux
- Campiglia Soana (it)
- Piamprato (it)

### Communes limitrophes
Cogne, Champorcher, Ronco Canavese, Traversella, Vico Canavese